# Partit de Centre (Països Baixos)
Partit de Centre (neerlandès Centrumpartij, CP) fou un partit polític neerlandès de caràcter nacionalista i extrema dreta, fundat el 1980 per Hendrik Brookman, qui el 1979 havia fundat el NCP (Partit Nacional de Centre). Defensa els drets dels neerlandesos davant la massiva immigració que arribava als Països Baixos a finals dels anys setanta.
A les eleccions de 1981 no va assolir representació, però el seu cap, Hans Janmaat, va obtenir escó a les de 1982. A les eleccions europees de 1984 va obtenir el 2,5% dels vots i cap escó. Janmaat entrà en conflicte amb la resta de dirigents del partit, partidari de suavitzar el seu programa per tal d'atraure més votants, i finalment es va escindir per a fundar el Centrum Democraten (CD). Això deixà el partit abandonat i aïllat. El 1986 organitzaren un míting de reconciliació que acabà amb forts aldarulls dels manifestants antifeixistes. Tot i això, a les eleccions de 1986 no van obtenir representació, el partit es declarà en fallida i no assolí més representació, agreujat pel fet que el 1998 la Cort Neerlandesa el va pràcticament prohibir sota l'acusació d'incitar al racisme i a la xenofòbia.